# Supercoppa francese (pallavolo femminile)
La Supercoppa francese è una competizione pallavolistica per squadre di club francesi femminili, organizzata con cadenza annuale dalla LNV.

## Edizioni
| Edizione      | Edizione          | Podio              | Podio         | Podio            |
| Anno          | Sede della finale | Campione           | Risultato     | Finalista        |
| ------------- | ----------------- | ------------------ | ------------- | ---------------- |
| 2015 Dettagli | Parigi            | Le Cannet          | 3 - 2         | RC Cannes        |
| 2016 Dettagli | Parigi            | Saint-Raphaël      | 3 - 0         | RC Cannes        |
| 2017 Dettagli | Mulhouse          | ASPTT Mulhouse     | 3 - 0         | Venelles         |
| 2018          | -                 | Non disputata      | Non disputata | Non disputata    |
| 2019 Dettagli | Cannes            | RC Cannes          | 3 - 1         | Saint-Raphaël    |
| 2020          | -                 | Non disputata      | Non disputata | Non disputata    |
| 2021 Dettagli | Chaumont          | ASPTT Mulhouse     | 3 - 0         | Béziers          |
| 2022 Dettagli | Mulhouse          | Mulhouse           | 3 - 0         | Volero Le Cannet |
| 2023 Dettagli | Tours             | Volero Le Cannet   | 3 - 0         | Béziers          |
| 2024 Dettagli | Rezé              | Neptunes de Nantes | 3 - 0         | Levallois Paris  |

## Palmarès
| Squadra            | Titolo | Edizione         |
| ------------------ | ------ | ---------------- |
| Mulhouse           | 3      | 2017, 2021, 2022 |
| Le Cannet          | 1      | 2015             |
| Saint-Raphaël      | 1      | 2016             |
| RC Cannes          | 1      | 2019             |
| Volero Le Cannet   | 1      | 2023             |
| Neptunes de Nantes | 1      | 2024             |